# عملیات تایدال ویو
عملیات تایدال ویو (به انگلیسی: Operation Tidal Wave) یک حمله هوایی توسط بمب‌افکن‌های نیروی هوایی ایالات متحده علیه ۹ پالایشگاه نفت در اطراف میدان نفتی پلویشت در رومانی در ۱ اوت ۱۹۴۳، در طول جنگ جهانی دوم بود. این مأموریت بمباران راهبردی موجب هیچ کاهشی در تولید کلی محصولات نفتی رومانی نشد.
این مأموریت با از دست دادن ۵۳ هواپیما و ۶۶۰ خدمه هوایی، یکی از پرهزینه‌ترین ماموریت‌های نیروی هوایی ارتش ایالات متحده آمریکا در جبهه اروپا بود. این به نسبت پرهزینه‌ترین حمله هوایی متفقین در جنگ بود، و تاریخ آن بعداً به عنوان «یکشنبه سیاه» نامیده شد. پنج مدال افتخار و ۵۶ صلیب خدمات برجسته به همراه جوایز متعدد دیگر به خدمه عملیات تایدال ویو تعلق گرفت. یک گزارش تحقیقاتی در سال ۱۹۹۹ که برای کالج جنگ هوایی در پایگاه نیروی هوایی ماکسول در آلاباما تهیه شد، به این نتیجه رسید که مأموریت به پلویشت یکی از خونین‌ترین و قهرمانانه‌ترین ماموریت‌های تمام دوران بود.